# Thalun
Cette page contient des caractères spéciaux ou non latins. S’ils s’affichent mal (▯, ?, etc.), consultez la page d’aide Unicode.
Thalun (birman : သာလွန်မင်း), θàlùɴ ; 17 juin 1584 – 27 août 1648) fut le huitième roi de la dynastie Taungû de Birmanie (Union du Myanmar). Durant ses dix-neuf ans de règne, Thalun remit sur pieds un pays déchiré par des guerres presque ininterrompues depuis les années 1530. Il fit de nombreuses réformes administratives et rebâtit l'économie du royaume.
En 1608, son frère Anaukpeitlun avait pris Prome, dont il avait nommé Thalun gouverneur. En 1628, Anaukpeitlun fut assassiné par son propre fils Minyedaikpa (ou Minredeippa), qui se proclama roi. Thalun était alors en campagne contre les Shans à Kengtung avec son frère Minyekyawswa II, gouverneur d'Ava. La mort de leur frère les obligea à revenir à Pégou pour détrôner leur parricide neveu et repousser les Arakanais venus à son secours. Thalun devint le centre de ralliement des opposants à Minyedaikpa et fut nommé prince héritier.
En 1629, Thalun et Minyekyawswa prirent Pégou et firent exécuter Minyedaikpa. Un môn essaya de tuer Thalun, ce qui déclencha un massacre des môns de la ville. En 1634, Thalun déplaça la capitale à Ava et se couronna roi d'Ava, faisant de son frère Minyekyawswa II son prince héritier.
Lorsque Minyekyawswa mourut en 1647, Thalun nomma à sa place son propre fils Pindale. Le fils de Minyekyawswa, également désireux du titre, se révolta. Le palais royal fut mis à sac et Thalun s'enfuit à Sagaing, sur l'autre rive de l'Irrawaddy. La rébellion fut cependant matée et ses instigateurs brûlés vifs. Thalun mourut en 1648, et son fils Pindale lui succéda.